# Humraaz
Humraaz (devnagari: हमराज़, tłumaczenie: „Partner”, tytuł angielski: Sharer of Secret) – bollywoodzki dramat miłosny i thriller zrealizowany w 2002 roku przez duet braci Abbas-Mastan, autorów 36 China Town, Baazigar, Aitraaz, Chori Chori Chupke Chupke, Baadshah, Wyścig. W rolach głównych Bobby Deol, Akshaye Khanna i Amisha Patel. Inspiracją dla filmu był hollywoodzki film A Perfect Murder.

## Fabuła
Karan Malhotra (Akshaye Khanna) i zakochana w nim Priya (Amisha Patel) wraz ze swoim zespołem taneczno- śpiewającym zabiegają o angaż na statku, który płynie z Singapuru do Mumbaju. Gdy szansę na występy otrzymuje inny zespół, wzburzony Karan zabija jego leadera. Policja uznaje to za wypadek i zespół Karana uzyskuje możliwość zabawiania tańcem i śpiewem gości ekskluzywnego statku. Na pokładzie znajduje się też jego właściciel, milioner Raj Singhania (Bobby Deol). Pełna uroku niewinności Priya wpada w oko biznesmenowi. Spędzają ze sobą wiele godzin zwiedzając Malezję. Raj zakochuje się w Priyi. Gdy Priya przyjmuje jego oświadczyny, najbardziej uszczęśliwionym człowiekiem wydaje się być... Karan. Ich obecność na statku, rozkochanie milionera jest częścią jego planu. Karan i Priya marzą o szybkim dorobieniu się. Środkiem do tego jest Priyi małżeństwo, a potem rozwód z milionerem. Karan liczy, że z alimentów Priyi będą mogli żyć razem bogaci i szczęśliwi...

## Obsada
- Bobby Deol – Raj Singhania
- Akshaye Khanna – Karan Malhotra
- Amisha Patel – Priya
- Johnny Lever – p. Darshan
- Farhan
- Suhasini Mulay – Dadima (babcia Raja)
- Dinesh Hingoo – Rustom
- Roshan Tirandaaz
- Jeetu Verma
- Firoze Irani – gościnnie
- Dilip Joshi – gościnnie
- Prithvi (aktor)
- Sudhir
- Sheila Sharma
- Shabnam Kapoor

## Muzyka i piosenki
Muzykę skomponował Himesh Reshammiya, nominowany za muzykę do filmów: Humraaz (2002), Dla ciebie wszystko (2003), Aksar (2006), Aashiq Banaya Aapne, autor muzyki do takich filmów jak Aitraaz, Dil Maange More, Vaada, Blackmail, Yakeen, Kyon Ki, Shaadi Se Pehle, Cicho sza!, Dil Diya Hai, Namastey London, Ahista Ahista, Shakalaka Boom Boom, Apne, Maine Pyaar Kyun Kiya?, Silsilay, 36 China Town, Banaras – A Mystic Love Story, Fool and Final, Good Boy Bad Boy, Welcome i Karzzzz.
1. Dil Ne Kar Liya
2. Tune Zindagi Mein – Male
3. Pyar Kar
4. Bardaasht
5. Sanam Mere Humraaz
6. Life Ban Jayegi
7. Tune Zindagi Mein – Female
8. Bardaasht (Remix)
9. Tune Zindagi Mein (Sad)

## Nagrody
- Nagroda IIFA za Najlepszą Rolę Negatywną – Akshaye Khanna
- nominacja do Nagrody Filmfare dla Najlepszego Aktora – Bobby Deol
- nominacja do Nagrody Filmfare dla Najlepszej Aktorki – Amisha Patel
- nominacja do Nagrody Filmfare za Najlepszą Rolę Negatywną – Akshaye Khanna
- nominacja do Nagrody Star Screen za Najlepszą Rolę Negatywną
- nominacja do Nagrody Zee Cine za Najlepszą Rolę Negatywną
- nominacja do Nagrody Filmfare dla Najlepszego Aktora Komediowego – Johnny Lever
- nominacja do nagrody Filmfare za Najlepszy Męski Playback – K K
- nominacja do nagrody Filmfare za Najlepszy Męski Playback – Kumar Sanu
- nominacja do nagrody Filmfare za Najlepszy Playback Kobiecy – Alka Yagnik
- nominacja do Nagrody Filmfare za Najlepszą Muzykę – Himesh Reshammiya